# Marek Grabowski (1950–2022)
Marek Ludwik Grabowski (ur. 8 lutego 1950 w Częstochowie, zm. 7 maja 2022 tamże) – polski polityk, nauczyciel akademicki, doktor nauk medycznych, w latach 2006–2007 wiceminister zdrowia z ramienia Samoobrony RP.

## Życiorys

### Wykształcenie i praca zawodowa
Syn Ludwika i Leokadii. Ukończył studia doktorskie na Wydziale Lekarskim Śląskiej Akademii Medycznej w Katowicach. W 1992 obronił pracę doktorską poświęconą zapadalności na wirusowe zapalenie wątroby w województwie częstochowskim, otrzymując tytuł doktora nauk medycznych.
Od 1988 do 1998 pracował na stanowisku Państwowego Wojewódzkiego Inspektora Sanitarnego w Częstochowie, a następnie, do 2000 w Wojewódzkiej Stacji Sanitarno-Epidemiologicznej w Krakowie. Był wiceprezesem Polskiego Towarzystwa Lekarskiego, specjalistą II stopnia w zakresie rehabilitacji narządu ruchu, organizacji ochrony zdrowia, epidemiologii i zdrowia publicznego. W 2002 objął funkcję zastępcy głównego inspektora sanitarnego, którą pełnił do 2005.
W 2007 zajął się pracą naukową. Objął funkcję adiunkta Górnośląskiej Wyższej Szkoły Pedagogicznej im. Kardynała Augusta Hlonda w Mysłowicach. Został też wykładowcą i dziekanem na Wydziale Nauk o Zdrowiu Akademii Polonijnej w Częstochowie oraz pracownikiem Instytutu Nauk o Zdrowiu i Biotechnologii. Od stycznia do maja 2008 był również dyrektorem Stacji Sanitarno-Epidemiologicznej w Częstochowie. Objął funkcję prorektora i rektora Wyższej Szkoły Zarządzania w Częstochowie.
Był propagatorem profilaktyki chorób zakaźnych, właściwego stylu życia i odżywiania się.

### Działalność polityczna
Był członkiem Polskiej Zjednoczonej Partii Robotniczej i Sojuszu Lewicy Demokratycznej. W wyborach parlamentarnych w 1997 bez powodzenia kandydował do Sejmu z listy Krajowej Partii Emerytów i Rencistów (otrzymał 1207 głosów). W 2005 wstąpił do Samoobrony RP. Kandydował bez powodzenia z listy tej partii na posła w okręgu częstochowskim (otrzymał 3595 głosów). Był też członkiem komitetu wyborczego Andrzeja Leppera jako kandydata w wyborach prezydenckich w 2005. Od 5 września 2006 do 24 sierpnia 2007 sprawował urząd podsekretarza stanu Ministerstwa Zdrowia w koalicyjnym rządzie Jarosława Kaczyńskiego.

## Odznaczenia
W 2005, za wybitne zasługi dla ochrony zdrowia, prezydent Aleksander Kwaśniewski odznaczył go Krzyżem Oficerskim Orderu Odrodzenia Polski. Był też odznaczany m.in.: Brązowym, Srebrnym (1994) i Złotym (1999) Krzyżem Zasługi.